# Heideck
Heideck település Németországban, azon belül Bajorországban. Lakosainak száma 4688 fő (2023. december 31.). Heideck Georgensgmünd, Pleinfeld, Thalmässing, Ettenstatt, Bergen és Röttenbach községekkel határos.

## Népesség
A település népessége az elmúlt években az alábbi módon változott:
| Lakosok száma | 960  | 1535 | 3409 | 4108 | 4584 | 4600 | 4632 | 4688 | 4641 | 4688 |
|               | 1875 | 1950 | 1975 | 1987 | 2012 | 2014 | 2016 | 2017 | 2021 | 2023 |